# فستوكة المرتفعات
الفستوكة الألتية نوع نباتي يتبع جنس الفستوكة من الفصيلة النجيلية.

## الوصف النباتي
النبات عشبي معمر.